# Universitarios (El ala oeste)
Universitarios es el tercer capítulo de la cuarta temporada de la serie dramática El ala oeste.

## Argumento
Josh y Toby se plantean la posibilidad de conceder la desgravación completa a las matrículas universitarias tras hablar con un hombre en un hotel la noche anterior. El problema son las partidas presupuestarias necesarias para ello. En una fiesta tras la jornada de trabajo en la Casa Blanca junto a estudiantes universitarios, Josh se encontrará con Amy Gardner. Esta le confiesa que le echa de menos, pero en un lapsus le dice que puede trabajar para un político que podría participar como candidato de un tercer partido en los debates presidenciales. En dicha fiesta, C.J. sale para arengar a los asistentes en favor de la participación en las elecciones.
Leo se entrevista con Jordan Kendall para plantearle las consecuencias legales del asesinato del Ministro de Defensa de Qumar. Quiere saber las consecuencias que puede tener, dentro del Derecho Internacional, lo que ha hecho él junto al Almirante Fritzwallace y al Presidente. El problema es grave: Qumar, que sabe que han sido los Estados Unidos quiere echar la culpa del supuesto accidente de avión donde falleció el ministro a Israel, fabricando pruebas falsas y provocando una crisis en Oriente Medio de imprevisibles consecuencias.
Ya se sabe quienes han sido los criminales del atentado en la Universidad de Iowa: un grupo extremista estadounidense. El número de muertos fue elevado porque se produjo un incendio. Ahora, los terroristas se hallan acorralados y probablemente serán abatidos.
Por último, Deborah Fiderer hace su primer viaje en el Air Force One. Aunque tiene el visto bueno del presidente debe pasar por el filtro de la Seguridad de la Casa Blanca. Y tiene problemas: en un escrito suyo, hecho tiempo atrás, plantea la posibilidad de envenenar al que será su jefe para cambiar la política hacia la pobreza del mundo. Aunque es una broma, debe pasar un interrogatorio. Y finalmente, es nombrada Secretaria por tener clase, a pesar de ser “muy rara”.

## Curiosidades
- En el capítulo hay varios cameos: el grupo Barenaked Ladies y Aimee Mann[1]

## Enlaces
- Ficha en FormulaTv
- Enlace al Imdb
- Guía del Episodio (en inglés).